# Andreas Range (Abt)
Andreas Range OCist (* 17. Juni 1947 in Köln als Hans Range) ist emeritierter  Abt der Zisterzienserabtei Marienstatt.

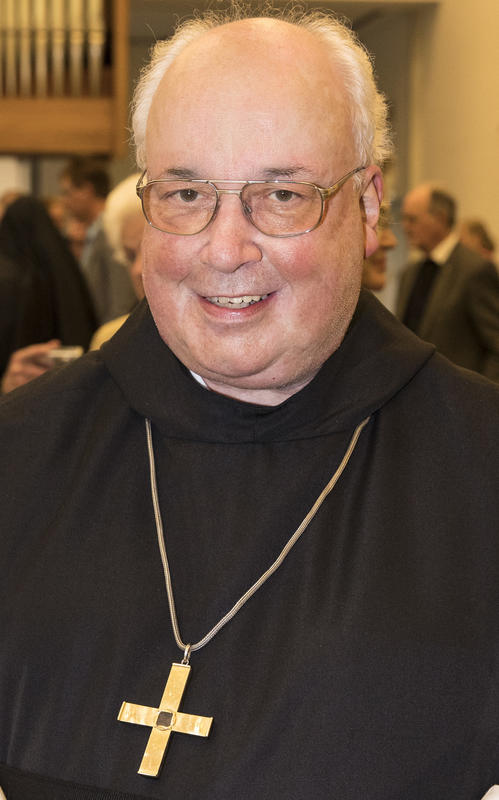
Abt Andreas Range OCist (2018)

## Leben
Hans Range wuchs in Köln auf und trat unmittelbar nach seinem Abitur am Apostelgymnasium 1966 in Marienstatt in den Zisterzienserorden ein und erhielt den Ordensnamen Andreas. Das Kloster Marienstatt hatte er schon als Schüler kennengelernt, da er Verwandte im Westerwald hat. Nach dem Noviziat legte am 8. Dezember 1967 die Profess ab und studierte von 1967 bis 1969 Philosophie an der Jesuiten-Hochschule St. Georgen in Frankfurt am Main und von 1969 bis 1973 Theologie am Päpstlichen Athenäum Sant’Anselmo in Rom, wo er das Lizenziat (Lic. theol.) erwarb. 1973 empfing er die Priesterweihe. Von 1973 bis 1979 schloss er ein Studium in Germanistik und Mittellatein in Köln an. In dieser Zeit sammelte er auch erste Erfahrungen in der Seelsorge.
Neben seinen klösterlichen Diensten arbeitete Range zwischen 1981 und 2006 als Lehrer am Privaten Gymnasium Marienstatt, dessen Träger die Abtei Marienstatt ist. Er unterrichtete Religion, Deutsch und Italienisch. 1995 trat er als Schulleiter die Nachfolge von Gabriel Hammer OCist an und war bis Juli 2006 Schulleiter des Gymnasiums.
Am 25. Februar 2006 wurde Range zum 52. Abt von Marienstatt gewählt. Die Abtsbenediktion erfolgte am Ostermontag in Marienstatt durch den Generalabt des Zisterzienserordens, Maurus Esteva Alsina. Mit der Wahl zum Abt gab Range das Amt des Schulleiters auf. Abt Andreas ist der Nachfolger von Thomas Denter, der am 6. Februar 2006 gemäß den Satzungen der Mehrerauer Kongregation resignierte, weil er die Altersgrenze von 70 Jahren erreichte. Da die Altersgrenze für Äbte in der Mehrerauer Kongregation an die der Diözesanbischöfe angepasst wurde und nun bei 75 Jahren liegt, endete Ranges Amtszeit am 18. Juni 2022.
Abt Andreas Range wird als Firmspender im Bistum Limburg eingesetzt.

## Privates
Range gilt als „gefragter gesellschaftlicher Gesprächspartner, als engagierter Fürsprecher für das Kloster mit seinen Konvent sowie das Gymnasium Marienstatt, als Kunstliebhaber, Literaturexperten und als rheinische Frohnatur.“ Als Kenner zeitgenössischer Kunst ist Abt Andreas Range mit dem Bildhauer und Maler Erwin Wortelkamp befreundet, von dem sich Werke im Kloster- bzw. Schulgebäude befinden.

## Veröffentlichungen
- Die Bibel im Alltag der frühen Zisterzienser. In: Wolfgang Buchmüller (Hg.): Von der Freude, sich Gott zu nähern. Beiträge zur cisterciensischen Spiritualität. – Heiligenkreuz: Be&Be 2010, S. 122–131.
- Acht Jahrhunderte Abtei Marienstatt. Abt Andreas Range OCist; Norbert Heinen fam.OCist; Friedrich Esser; Johannes Kempf; Jörg Ditscheid (Autoren). Forum Abtei Marienstatt e.V. (Herausgeber).
- Hundert Jahre Gemeinsamkeit. In: Privates Gymnasium der Zisterzienserabtei Marienstatt: Einhundertjahrbuch, 2010.